# Fed Cup 2011 Zona Americana Gruppo I - Pool A
Il Pool A della zona Americana Gruppo I nella Fed Cup 2011 è uno dei due gruppi in cui è suddiviso il Gruppo I della zona Euro-Africana. Quattro squadre si sono scontrate nel formato round robin. (vedi anche Pool B)
|   | Pool A          | Argentina (bandiera) | Perù (bandiera) | Paraguay (bandiera) | Bolivia (bandiera) |
| 1 | Argentina (2-1) |                      | 3-0             | 1-2                 | 3-0                |
| 2 | Perù (2-1)      | 0-3                  |                 | 2-1                 | 3-0                |
| 3 | Paraguay (2-1)  | 2-1                  | 1-2             |                     | 2-1                |
| 4 | Bolivia (0-3)   | 0-3                  | 0-3             | 1-2                 |                    |

## Argentina vs. Bolivia
| Argentina 3 | Tenis Club Argentino, Buenos Aires, Argentina 2 febbraio 2011 terra rossa outdoor | Tenis Club Argentino, Buenos Aires, Argentina 2 febbraio 2011 terra rossa outdoor    | Bolivia 0 |     |   |  |
| \| \| \| \| 1 \| 2 \| 3 \| \| \| - \| \| ------------------------------------------------------------------------------------ \| ---- \| --- \| - \| \| \| 1 \| \| Florencia Molinero María Inés Deheza \| 6 4 \| 6 3 \| \| \| \| 2 \| \| María Irigoyen María Fernanda Álvarez Terán \| 6 3 \| 6 0 \| \| \| \| 3 \| \| Mailen Auroux / Florencia Molinero María Fernanda Álvarez Terán / María Paula Deheza \| 7 64 \| 6 1 \| \| \| |                                                                                   |                                                                                      |           |     |   |  |
| |                                                                                   |                                                                                      | 1         | 2   | 3 |  |
| 1 | Argentina (bandiera) · Bolivia (bandiera)                                         | Florencia Molinero María Inés Deheza                                                 | 6 4       | 6 3 |   |  |
| 2 | Argentina (bandiera) · Bolivia (bandiera)                                         | María Irigoyen María Fernanda Álvarez Terán                                          | 6 3       | 6 0 |   |  |
| 3 | Argentina (bandiera) · Bolivia (bandiera)                                         | Mailen Auroux / Florencia Molinero María Fernanda Álvarez Terán / María Paula Deheza | 7 64      | 6 1 |   |  |

## Paraguay vs. Perù
| Paraguay 1 | Tenis Club Argentino, Buenos Aires, Argentina 2 febbraio 2011 Terra rossa outdoor | Tenis Club Argentino, Buenos Aires, Argentina 2 febbraio 2011 Terra rossa outdoor | Perù 2 |     |     |  |
| \| \| \| \| 1 \| 2 \| 3 \| \| \| - \| \| --------------------------------------------------------------------------- \| --- \| --- \| --- \| \| \| 1 \| \| Montserrat González Patricia Iveth Ku Flores \| 2 6 \| 4 6 \| \| \| \| 2 \| \| Verónica Cepede Royg Bianca Botto \| 4 6 \| 1 6 \| \| \| \| 3 \| \| Verónica Cepede Royg / Montserrat González Bianca Botto / Ximena Siles Luna \| 3 6 \| 6 3 \| 6 4 \| \| |                                                                                   |                                                                                   |        |     |     |  |
| |                                                                                   |                                                                                   | 1      | 2   | 3   |  |
| 1 | Paraguay (bandiera) · Perù (bandiera)                                             | Montserrat González Patricia Iveth Ku Flores                                      | 2 6    | 4 6 |     |  |
| 2 | Paraguay (bandiera) · Perù (bandiera)                                             | Verónica Cepede Royg Bianca Botto                                                 | 4 6    | 1 6 |     |  |
| 3 | Paraguay (bandiera) · Perù (bandiera)                                             | Verónica Cepede Royg / Montserrat González Bianca Botto / Ximena Siles Luna       | 3 6    | 6 3 | 6 4 |  |

## Argentina vs. Paraguay
| Argentina 1 | Tenis Club Argentino, Buenos Aires, Argentina 3 febbraio 2011 terra rossa outdoor | Tenis Club Argentino, Buenos Aires, Argentina 3 febbraio 2011 terra rossa outdoor | Paraguay 2 |      |     |  |
| \| \| \| \| 1 \| 2 \| 3 \| \| \| - \| \| ---------------------------------------------------------------------------- \| ---- \| ---- \| --- \| \| \| 1 \| \| Florencia Molinero Montserrat González \| 65 7 \| 6 1 \| 6 3 \| \| \| 2 \| \| María Irigoyen Verónica Cepede Royg \| 4 6 \| 2 6 \| \| \| \| 3 \| \| Gisela Dulko / Florencia Molinero Verónica Cepede Royg / Montserrat González \| 0 6 \| 7 64 \| 5 7 \| \| |                                                                                   |                                                                                   |            |      |     |  |
| |                                                                                   |                                                                                   | 1          | 2    | 3   |  |
| 1 | Argentina (bandiera) · Paraguay (bandiera)                                        | Florencia Molinero Montserrat González                                            | 65 7       | 6 1  | 6 3 |  |
| 2 | Argentina (bandiera) · Paraguay (bandiera)                                        | María Irigoyen Verónica Cepede Royg                                               | 4 6        | 2 6  |     |  |
| 3 | Argentina (bandiera) · Paraguay (bandiera)                                        | Gisela Dulko / Florencia Molinero Verónica Cepede Royg / Montserrat González      | 0 6        | 7 64 | 5 7 |  |

## Perù vs. Bolivia
| Perù 3 | Tenis Club Argentino, Buenos Aires, Argentina 3 febbraio 2011 Terra rossa outdoor | Tenis Club Argentino, Buenos Aires, Argentina 3 febbraio 2011 Terra rossa outdoor                  | Bolivia 0 |      |     |  |
| \| \| \| \| 1 \| 2 \| 3 \| \| \| - \| \| -------------------------------------------------------------------------------------------------- \| ---- \| ---- \| --- \| \| \| 1 \| \| Patricia Iveth Ku Flores María Inés Deheza \| 7 63 \| 6 4 \| \| \| \| 2 \| \| Bianca Botto María Fernanda Álvarez Terán \| 6 2 \| 7 60 \| \| \| \| 3 \| \| Ximena Siles Luna / Ferny Gabriela Larissa Ángeles Paz María Paula Deheza / Noelia Zeballos Melgar \| 63 7 \| 6 3 \| 6 0 \| \| |                                                                                   | |           |      |     |  |
| |                                                                                   | | 1         | 2    | 3   |  |
| 1 | Perù (bandiera) · Bolivia (bandiera)                                              | Patricia Iveth Ku Flores María Inés Deheza                                                         | 7 63      | 6 4  |     |  |
| 2 | Perù (bandiera) · Bolivia (bandiera)                                              | Bianca Botto María Fernanda Álvarez Terán                                                          | 6 2       | 7 60 |     |  |
| 3 | Perù (bandiera) · Bolivia (bandiera)                                              | Ximena Siles Luna / Ferny Gabriela Larissa Ángeles Paz María Paula Deheza / Noelia Zeballos Melgar | 63 7      | 6 3  | 6 0 |  |

## Argentina vs. Perù
| Argentina 3 | Tenis Club Argentino, Buenos Aires, Argentina 4 febbraio 2011 terra rossa outdoor | Tenis Club Argentino, Buenos Aires, Argentina 4 febbraio 2011 terra rossa outdoor | Perù 0 |     |   |  |
| \| \| \| \| 1 \| 2 \| 3 \| \| \| - \| \| -------------------------------------------------------------- \| --- \| --- \| - \| \| \| 1 \| \| Florencia Molinero Patricia Iveth Ku Flores \| 6 2 \| 6 3 \| \| \| \| 2 \| \| Gisela Dulko Bianca Botto \| 6 0 \| 6 3 \| \| \| \| 3 \| \| Gisela Dulko / María Irigoyen Bianca Botto / Ximena Siles Luna \| 6 0 \| 6 2 \| \| \| |                                                                                   |                                                                                   |        |     |   |  |
| |                                                                                   |                                                                                   | 1      | 2   | 3 |  |
| 1 | Argentina (bandiera) · Perù (bandiera)                                            | Florencia Molinero Patricia Iveth Ku Flores                                       | 6 2    | 6 3 |   |  |
| 2 | Argentina (bandiera) · Perù (bandiera)                                            | Gisela Dulko Bianca Botto                                                         | 6 0    | 6 3 |   |  |
| 3 | Argentina (bandiera) · Perù (bandiera)                                            | Gisela Dulko / María Irigoyen Bianca Botto / Ximena Siles Luna                    | 6 0    | 6 2 |   |  |

## Paraguay vs. Bolivia
| Paraguay 2 | Tenis Club Argentino, Buenos Aires, Argentina 4 febbraio 2011 Terra rossa outdoor | Tenis Club Argentino, Buenos Aires, Argentina 4 febbraio 2011 Terra rossa outdoor            | Bolivia 1 |     |     |  |
| \| \| \| \| 1 \| 2 \| 3 \| \| \| - \| \| -------------------------------------------------------------------------------------------- \| --- \| --- \| --- \| \| \| 1 \| \| Montserrat González María Paula Deheza \| 6 4 \| 6 1 \| \| \| \| 2 \| \| Verónica Cepede Royg María Fernanda Álvarez Terán \| 2 6 \| 1 6 \| \| \| \| 3 \| \| Verónica Cepede Royg / Montserrat González María Fernanda Álvarez Terán / María Paula Deheza \| 4 6 \| 6 3 \| 6 3 \| \| |                                                                                   |                                                                                              |           |     |     |  |
| |                                                                                   |                                                                                              | 1         | 2   | 3   |  |
| 1 | Paraguay (bandiera) · Bolivia (bandiera)                                          | Montserrat González María Paula Deheza                                                       | 6 4       | 6 1 |     |  |
| 2 | Paraguay (bandiera) · Bolivia (bandiera)                                          | Verónica Cepede Royg María Fernanda Álvarez Terán                                            | 2 6       | 1 6 |     |  |
| 3 | Paraguay (bandiera) · Bolivia (bandiera)                                          | Verónica Cepede Royg / Montserrat González María Fernanda Álvarez Terán / María Paula Deheza | 4 6       | 6 3 | 6 3 |  |

## Verdetti
- Argentina ammessa al playoff per l'accesso agli spareggi per il Gruppo Mondiale II contro i vincitori del Pool B (la Colombia).
- Paraguay e Bolivia condannate agli spareggi per evitare la retrocessione al Gruppo II della zona Americana, insieme alle ultime due in classifica del Pool B.